# Última Estación
Última Estación és un grup de música format a Lleida l'estiu de 1992 i encara actiu. La banda interpreta temes propis de pop-rock i també versiona cançons de grups com U2, Maná i Bon Jovi. El febrer de 1993 grava la seva primera maqueta on s'incloïen 4 temes propis. La banda va enregistrar la seva segona maqueta Oscuridad, ja amb format CD, a finals de 1998, amb 12 temes enquadrats dins del pop-rock.
El grup guanyà la segona final Imaginarock fase Lleida, organitzada per Cadena 100 el 1995. Això els permet fer-se visibles i és entre 1995 i 2005 que realitzen la majoria dels seus concerts, sobretot en terres catalanes però també a l'Aragó. Entre els seus concerts més destacats, es poden citar el del pavelló Camps Elisis de Lleida el 1996, l'actuació al programa Quan arriba la nit de Segre Ràdio el 1998, el concert a la segona marató recollida de joguines de Segre Ràdio i Creu Roja el 1999, a la sala Stones de Lleida, el 2004, al Restaurant 2007 de la Fuliola el 2013 i el del barri de Cappont de Lleida el 2014. Han estat teloners del Chaval de la Peca, de Seguridad Social i de Lax'n'Busto, entre d'altres.